# فانتزی سخت
فانتزی سخت (انگلیسی: Hard fantasy) اصطلاحی است که برای توصیف انواع مختلف ادبیات فانتزی به‌کار می‌رود که دنیایی منطقی و قابل شناخت قرار دارند. این اصطلاح مشابه داستان‌های علمی تخیلی سخت است و نام خود را از آن گرفته‌است، زیرا هر دو جهان مربوط به خود را به شیوه‌ای دقیق و منطقی می‌سازند. این اصطلاح کاربردهای دیگری نیز دارد، و میشا گریفکا-واندر استدلال کرده‌است که هم نامحبوب و هم نادرست است.
سری زاده مه (۲۰۰۶–۲۰۲۲) اثر براندون سندرسون نمونه‌ای از آثار فانتزی سخت به‌شمار می‌رود.